# Kiko (piłkarz)
Kiko, właśc. Francisco Miguel Narváez Machón (ur. 26 kwietnia 1972 w Jerez de la Frontera) – hiszpański piłkarz, napastnik.
Swoją karierę rozpoczął w 1990 w Córdobie, skąd po roku trafił do Cádiz Club de Fútbol. Przez dwa lata gry w Kadyksie rozegrał 78 spotkań, w których zdobył 12 bramek. W 1993 w wieku 21 lat przeniósł się do Atlético Madryt. W stolicy Hiszpanii spędził 8 lat, podczas których rozegrał 225 spotkań i zdobył 48 bramek. W tym czasie zdobył mistrzostwo Hiszpanii i Puchar Króla w sezonie 1995/1996. Po sezonie 2001/2002 przeszedł do Extremadury, w barwach której rozegrał 11 meczów i strzelił jedną bramkę.
W reprezentacji Hiszpanii zadebiutował w 1992 podczas meczu z Łotwą. Łącznie w reprezentacji rozegrał 26 spotkań i strzelił 5 bramek. Uczestniczył w mistrzostwach Europy w 1996 i w mistrzostwach świata w 1998. Z olimpijską reprezentacją zdobył złoty medal na igrzyskach olimpijskich w Barcelonie.